# Synch (personaje)
Synch, o Sincro en España (Everett Thomas) es un personaje ficticio y un superhéroe mutante que aparece en los cómics estadounidenses publicados por Marvel Comics. Creado por Scott Lobdell, apareció por primera vez en X-Men #36 (septiembre de 1994).

## Historial de publicaciones
Synch debutó en medio del crossover "Phalanx Covenant" (1994), en X-Men (vol. 2) #36 (septiembre de 1994), escrito por Fabian Nicieza y Andy Kubert.
Synch iapareció como parte de un nuevo equipo de X-Men en la fase "Reign of X" del reinicio de 2019 de la línea X-Men.

## Biografía ficticia

### Generación X
Everett Thomas nació en San Luis, Misuri. El fue presentado por primera vez cuando la raza colectiva mecánica conocida como Phalanx había asimilado a los X-Men e intentó eliminar lo que sería la próxima generación de héroes mutantes: Husk, Júbilo, Monet, Skin y Blink, todos los cuales, con la excepción de Blink, en algún momento se convertirían en miembros de la Generación X.Synch ha sincronizado a Banshee, que se encontraba en la zona, para defenderse de la Phalanx. Sin embargo, como efecto secundario, rompió todas las ventanas cercanas, lo que llamó la atención de la policía local. Incluso mientras lo rodeaban, algunos oficiales ya habían sido infectados por Phalanx y nuevamente intentaron capturar a Everett. El fue salvado por Banshee y Sabretooth, y luego rápidamente los ayudó a prevenir otro ataque de Phalanx contra la Reina Blanca y Júbilo, quienes habían ayudado a localizar a Everett. La Reina Blanca vinculó su mente con la de Everett y Júbilo, lo que le permitió a Everett sincronizarse con Júbilo y usar sus poderes en un grado que temía, derrotando a Phalanx por el momento.
Este grupo de héroes inadaptados terminó salvando a los otros niños que fueron capturados por Phalanx y, con el sacrificio de Blink, escaparon de la amenaza.Después de esto, todos los niños fueron trasladados a la Academia de Massachusetts, donde se entrenarían para usar sus poderes, recibirían una educación formal y actuarían como la Generación X, la próxima generación de X-Men, además. Pronto se les unieron los nuevos reclutas Chamber, que había sido invitado por Charles Xavier, y Penance, una ex prisionera del mutante Emplate que había sido liberada por Gateway.
Synch jugó un papel importante en muchas de las aventuras de la Generación X y era conocido por ser ecuánime y muy ingenioso en el uso creciente de sus poderes (y, por extensión, de sus compañeros de equipo). Durante uno de los ataques de Emplate, Synch cayó bajo su esclavitud y se convirtió en uno de sus secuaces parecidos a vampiros. Esto hizo que la mayoría de las estrategias de batalla contra Synch fueran inútiles, ya que podía usar los poderes de sus compañeros de equipo contra ellos sin restricciones, obligándolos a emplear medios menos convencionales.
Sin que Synch lo supiera, sus interacciones con sus compañeras de equipo crearon un trasfondo romántico. Su fuerte vínculo con Júbilo, en particular, finalmente la llevó a desarrollar sentimientos profundos por él. Synch nunca pareció darse cuenta de esto y aparentemente no sintió lo mismo, debido en gran parte a su enamoramiento por Monet.Durante un tiempo, Synch estuvo obsesionado con Gaia, quien inicialmente parecía igual de interesada en él.Poco antes de una batalla en la que el equipo podría haber muerto, Synch admitió ante Monet que lamentaba no haber tenido nunca un primer beso. Monet (quien estaba siendo personificada por sus hermanas Nicole y Claudette, desconocidas para Synch en ese momento) aceptó compartir uno con él, lo que claramente le dejó una gran impresión,incluso una vez Nicole admitió el engaño y la verdadera Monet regresó.Más tarde, Synch comenzó a salir con el verdadero Monet después de que ella admitiera sus sentimientos por él, pero su relación se vería truncada por la tragedia.
Cuando la hermana de Emma Frost, Adrienne Frost llega a Estados Unidos, obliga a Emma a readmitirla nuevamente en la escuela. De lo contrario, Adrienne revelaría información a los padres de los estudiantes normales de que la Escuela Xavier para Jóvenes Superdotados era un campo de entrenamiento secreto para mutantes. Más tarde, Adrienne creó un odio mutante entre los estudiantes humanos de la escuela. Cuando los padres de los estudiantes no mutantes se enteraron de que sus hijos iban a la escuela con mutantes, todos se apresuraron a sacar a sus hijos de la academia, provocando un motín. Sin embargo, Adrienne había colocado bombas por toda la escuela. Banshee y Synch se propusieron desactivar todas las bombas, mientras Emma y Adrienne luchaban brutalmente. Finalmente, Emma sacó un arma y le disparó a Adrienne. Mientras tanto, Banshee y Synch se separaron. Synch encontró una bomba y había estudiantes humanos cerca. Se sincronizó con el mutante más cercano, Monet. Sin embargo, ella estaba demasiado lejos, por lo que él solo recibió una parte de sus poderes, que era su súper fuerza. Usando todas sus fuerzas, arrojó a los niños humanos fuera de la habitación, salvándolos de la explosión. Desafortunadamente, no pudo salvarse a sí mismo y murió para salvar a sus compañeros humanos.

### Resurrecciones
Más tarde, Synch resucita por medio del virus Transmodal para servir como parte del ejército de mutantes fallecidos de Selene. Bajo el control de Selene y Eli Bard, participa en el asalto a la nación mutante de Utopia.

#### Amanecer de X
Synch fue uno de los muchos mutantes reunidos en la isla de Krakoa, después de que se estableciera como la nueva nación soberana para los mutantes.
Algún tiempo después, Synch es asignado a un equipo con Darwin y X-23 para infiltrarse en la base de operaciones de los Niños de la Bóveda.

## Poderes y habilidades
El poder mutante de nivel omega de Synch lo equipa con un aura bioenergética que le permite duplicar el efecto de los poderes de cualquier ser con superpoderes dentro o fuera de su vecindad y, a veces, el poder mismo, esencialmente estando "en sincronía" con esa persona (o más específicamente, su aura bioenergética). Cuando Synch usa sus poderes, aparece un aura multicolor alrededor de su cuerpo. El aura es causada por las energías que está absorbiendo y que dividen la luz ambiental a su alrededor. Synch aparentemente tenía un mayor dominio de sus habilidades mutantes que sus compañeros, y a menudo mostraba más control sobre los poderes que copiaba que esa persona. Por ejemplo, también pudo utilizar los poderes de Chamber para volar, algo que Chamber nunca pudo hacer. Se había teorizado que con el tiempo, Synch habría podido retener permanentemente cualquier poder que adquiriera. Sin embargo, no siempre es capaz de sincronizarse con habilidades puramente físicas o habilidades que exceden su estructura física. En House of M, pudo retener poderes de forma permanente como miembro junior de S.H.I.E.L.D. Si Synch no hubiera muerto, podría haberse convertido en uno de los mutantes más poderosos del Universo Marvel.
Después de su resurrección en Dawn of X, la Dra. Cecilia Reyes notó que el poder de Synch ya no tiene un estado inactivo y activo, sino que su campo Sincronístico busca constantemente una conexión viva con otros conjuntos de poderes. Además, aunque antes parecía limitado a imitar sólo a otros mutantes, se descubrió que ahora también puede copiar poderes de fuentes no mutantes.

## Recepción
- En 2014, Entertainment Weekly clasificó a Synch en el puesto 53 en su lista "Clasifiquemos a todos los X-Man".[18]

## Otras versiones

### Era de Apocalipsis
En la Era de Apocalipsis, Synch fue uno de los muchos mutantes muertos en la guerra con Apocalipsis. Su muerte antes de tener la oportunidad de defenderse fue una de las razones por las que Jubilee decidió unirse a la banda de ladrones mutantes de Gambito, los X-Ternals.

### Días del futuro pasado
En la línea de tiempo de Días del futuro pasado, Everett se convirtió en el amante de Júbilo y la ayudó junto con los X-Men de esa época a rebelarse contra sus opresores.

### House of M
En la línea de tiempo de House of M, Synch estaba vivo y era miembro de la división junior de S.H.I.E.L.D. llamada "The Hellions", pero luego murió durante una batalla con una versión alternativa de los Hellions, los Nuevos Mutantes y una resistencia humana con base en Japón. grupo que fue fundado por una versión alternativa de Laurie Garrison (Wallflower).

## En otros medios

### Película
En X-Men 2, cuando Mystique revisa los archivos en la computadora de Yuriko, una inspección minuciosa revela que Stryker guarda los archivos en Synch.